# Vieille-Montagne

Logo zoals dat tot 1972 werd gebruikt

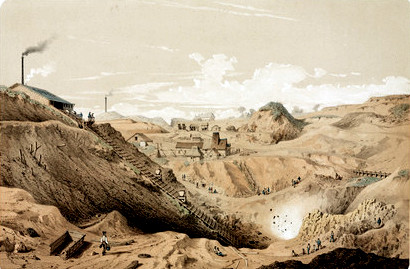
De Altenberggroeve in Kelmis

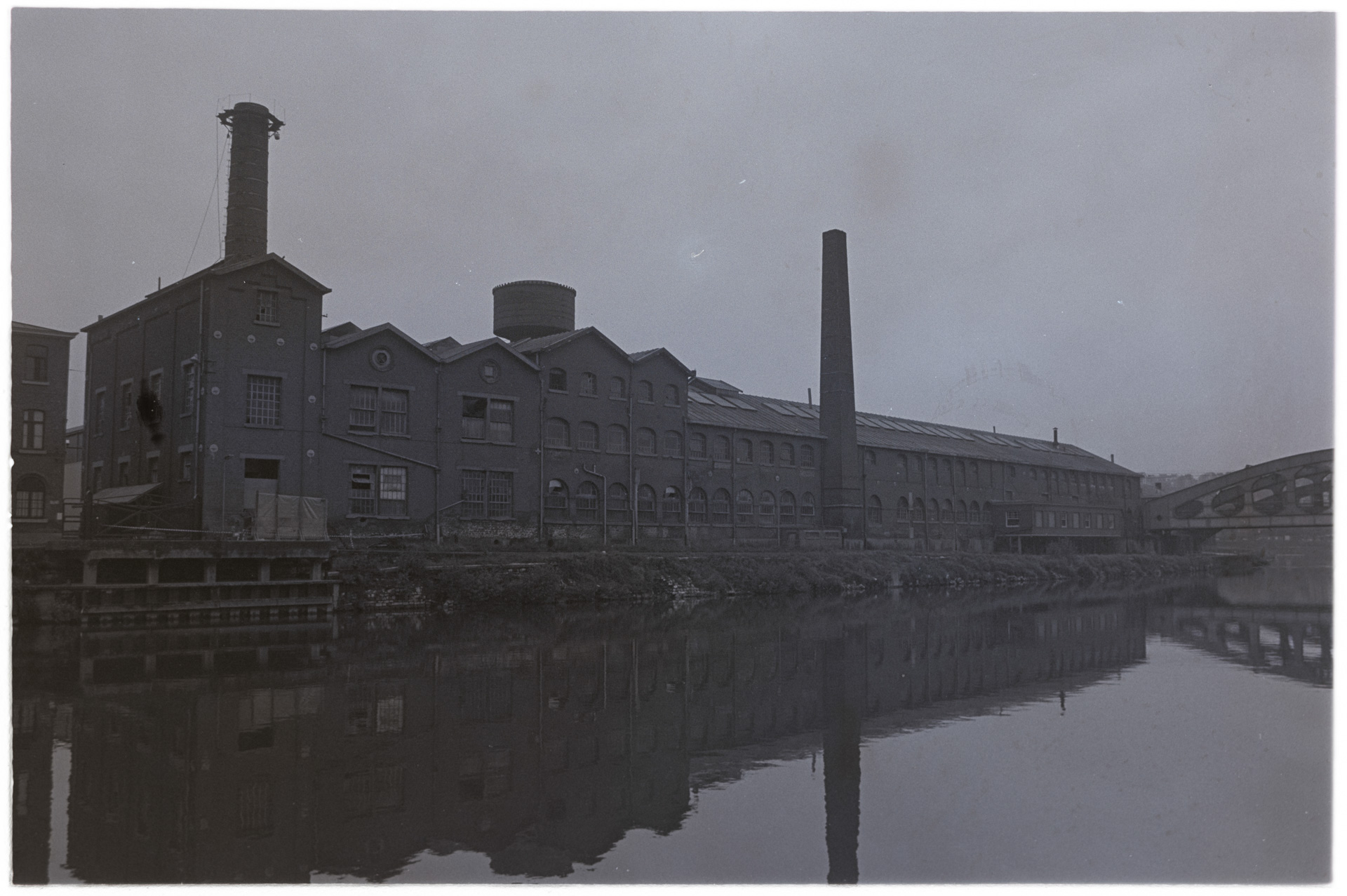
Zicht op zinkgieterij Vieille Montagne in 1989, gelegen in de Rue Denis Lecocq 90 in Angleur.

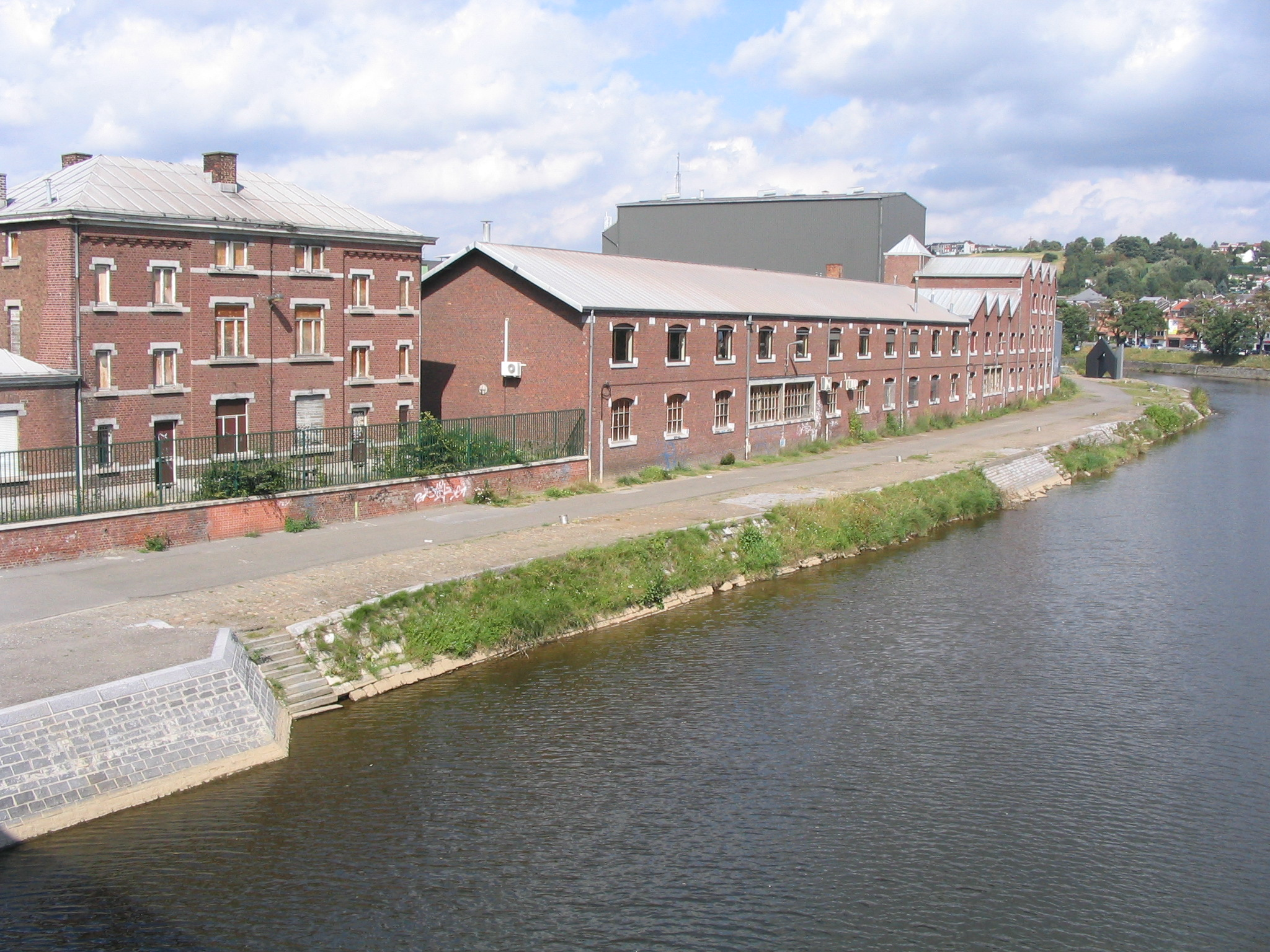
Zicht op de zinkgieterij Vieille-Montagne in 2008, langs de Ourthe te Angleur

De Société des Mines et Fonderies de Zinc de la Vieille-Montagne, kortweg de Vieille-Montagne of Ouwe Berg genaamd, was een maatschappij die zinkmijnen exploiteerde en zinksmelters bezat. De maatschappij, waarvan de geschiedenis teruggaat tot 1806, heeft onder deze naam bestaan in de periode 1836-1989. De zetel ervan was gevestigd in Angleur.

## Geschiedenis
Vieille-Montagne is een voormalige zinkmijn in de plaats Kelmis (La Calamine) in het huidige België, gelegen tussen Luik en Aken. Vieille-Montagne is Frans voor "Oude berg" en dit komt ook tot uitdrukking in de Duitse naam, Altenberg. Er was hier een groeve met een rijke ader aan zinkspaat. Vermoedelijk waren de Romeinen hier al actief, maar de eerste schriftelijke vermelding stamt van 1344, toen er een conflict aangaande de exploitatie ontstond tussen de rijksstad Aken en de hertog van Brabant. In 1439 kwam de mijn in bezit van Filips de Goede en bleef in handen van de vorsten, totdat koning Filips IV van Spanje in 1650 besloot om de rechten van vele van zijn bezittingen te verkopen, teneinde zijn schulden af te lossen. In 1794, toen het gebied door de Fransen werd ingelijfd bij het departement Ourthe, werd de mijn beschouwd al een der rijkste van Europa.
In 1806 verwierf de Luikse chemicus Jean-Jacques Dony een concessie voor 50 jaar voor deze mijn. Dony had een fabricageproces voor zink uitgevonden en demonstreerde de toepassing van zink, dat goed te vormen was, corrosiebestendig, in platen was te pletten, en dat betrekkelijk goedkoop was. In 1811 liet hij, om de gunstige eigenschappen van het metaal te demonstreren, het dak van de Sint-Bartolomeüskerk te Luik van zink voorzien, wat een primeur voor België was. Ondanks de successen raakte Dony in financiële moeilijkheden en in 1818 gaf hij de onderneming in handen van een compagnon, François-Dominique Mosselman. De eerste zinkfabriek werd in 1809 opgericht in de Luikse wijk Saint-Léonard.
Op de val van Napoleon volgde het Congres van Wenen dat bepaalde dat, gezien het rijke zinkvoorkomen, het mijngebied en het omstreden territorium, een miniatuurstaatje, Neutraal Moresnet geheten, zou worden gevormd. Dit heeft bestaan van 1816 tot 1919, waarna het bij België werd gevoegd. De mijn van Vieille-Montagne overigens was al in 1885 uitgeput. Overblijfselen van de mijn zijn nog in het landschap te vinden.
In 1835 werd door Mosselman begonnen met de bouw van een zinksmelter en kantoren te Angleur. Omstreeks dezelfde tijd werd te Tilff een zinkpletterij gestart. De zinkmaatschappij met de naam Vieille-Montagne werd toen feitelijk opgericht. Het was de enige zinkproducent in het toen reeds bestaande België en de jaarlijkse productie bedroeg 1.833 ton.
Vooral na 1846 groeide het bedrijf sterk. In 1845 bedroeg deze 5.941 ton en in 1855 al 18.000 ton. In 1912 werd een jaarproductie van 40.000 ton bereikt.
In 1846 fuseerde men met de Houillière Valentin et Cocq réunis, en werd een zinksmelter te Hollogne-aux-Pierres geopend. Deze heeft bestaan tot 1982. Vanaf 1872 ging Valentin et Coq vooral zinkwit produceren. Ondertussen kwamen er concurrerende zinkbedrijven, zoals te Corphalie, de Nouvelle-Montagne te Engis en de Grande-Montagne te Flône. De laatste werd in 1852 overgenomen door de Vieille-Montagne.
In 1857 startte men met de exploitatie van de Zweedse mijn Zinkgruvan nabij de havenstad Åmmeberg, en deze werd tot 2004 geëxploiteerd, waarna ze verkocht werd aan de Lundin Mining Corporation. In 1889 werd de zinkfabriek te Balen geopend, om het Zweedse erts te verwerken. Naast zink werden hier ook andere metalen geproduceerd, zoals lood en zilver.
Overigens bezat Vieille-Montagne ook mijnen en fabrieken in Frankrijk, Sardinië en elders.

## Mijnbouw te Moresnet en omgeving
Er was zowel sprake van dagbouw, als ook van mijnbouw. De dagbouw stopte in 1884, maar de bijbehorende terrils werden vanaf 1900 nog afgegraven om metalen uit dit restgesteente te winnen. De mijnbouw vond plaats tot op 290 meter diepte. In het noorden werd het vergunningsgebied begrensd door het gebied van de Mijnzetel van Blieberg. Omstreeks 1950 stopten de mijnbouwactiviteiten en de metallurgische industrie ter plaatse. De reden was uitputting van de mijn en het feit dat de winning niet meer rendabel was. De restanten werden gesloopt en verwijderd, en een winkelcentrum kwam ervoor in de plaats. Wat bleef was een reinigingsbassin (Casinovijver) en diverse afvalhopen welke nog aanzienlijke hoeveelheden zware metalen bevatten.
In totaal hebben deze mijnen ongeveer 1100 kton zink en 130 kton lood geleverd.
Deze geschiedenis wordt gepresenteerd in het Museum Vieille Montagne, gevestigd in het voormalige bestuursgebouw van het Agentschap Moresnet (1910).

## Einde van het bedrijf
In 1989 werden de fabrieken van Vieille Montagne samengevoegd met die van Union Minière en zo ontstond de NV Acec–Union Minière, een naam die in 1992 werd veranderd in Union Minière. In 2002 werd dit Umicore en in 2007 stootte Umicore haar zinksmelters af die dan opgingen in Nyrstar.